# 茅

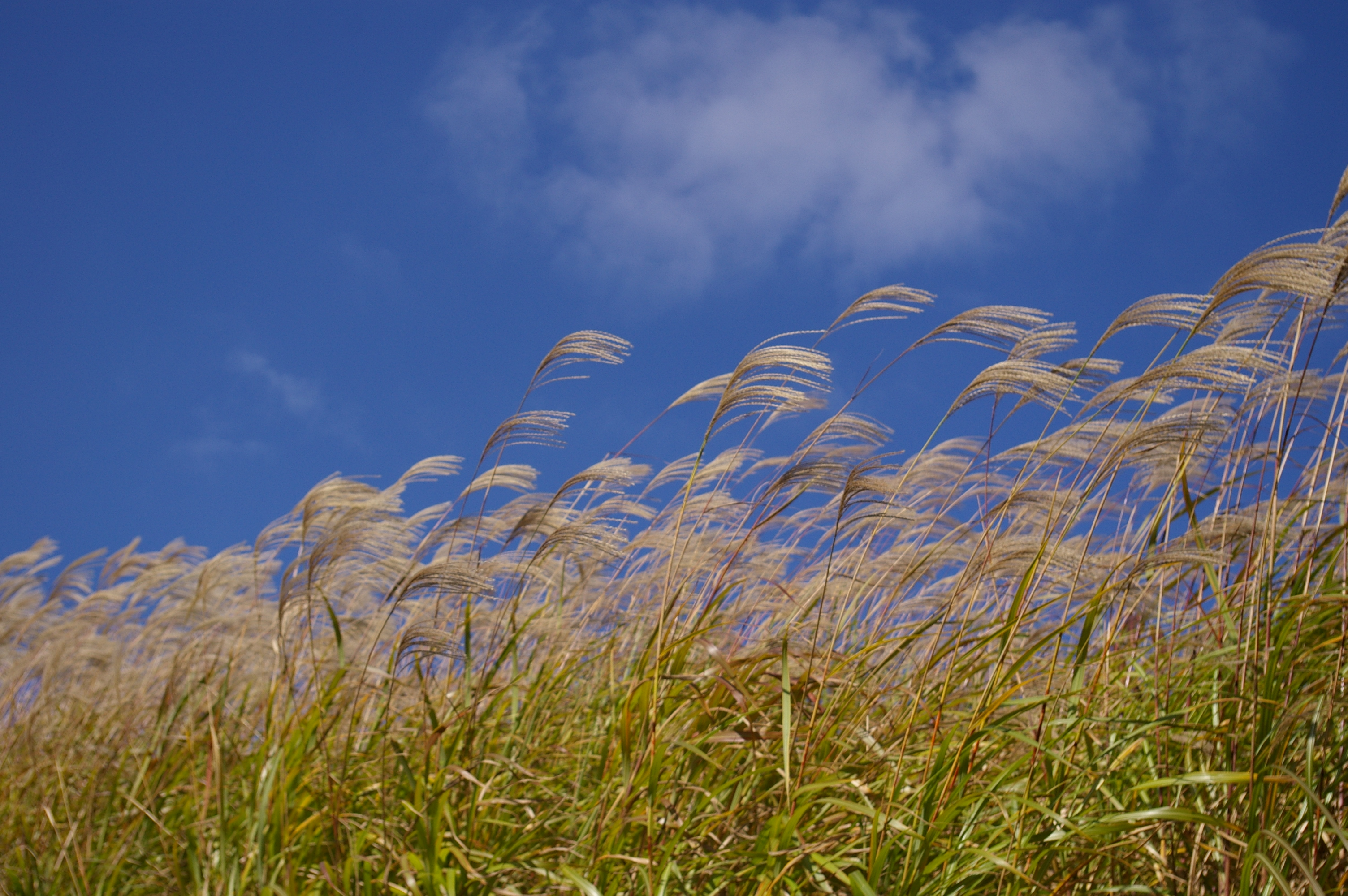
ススキ。代表的な茅の一種。

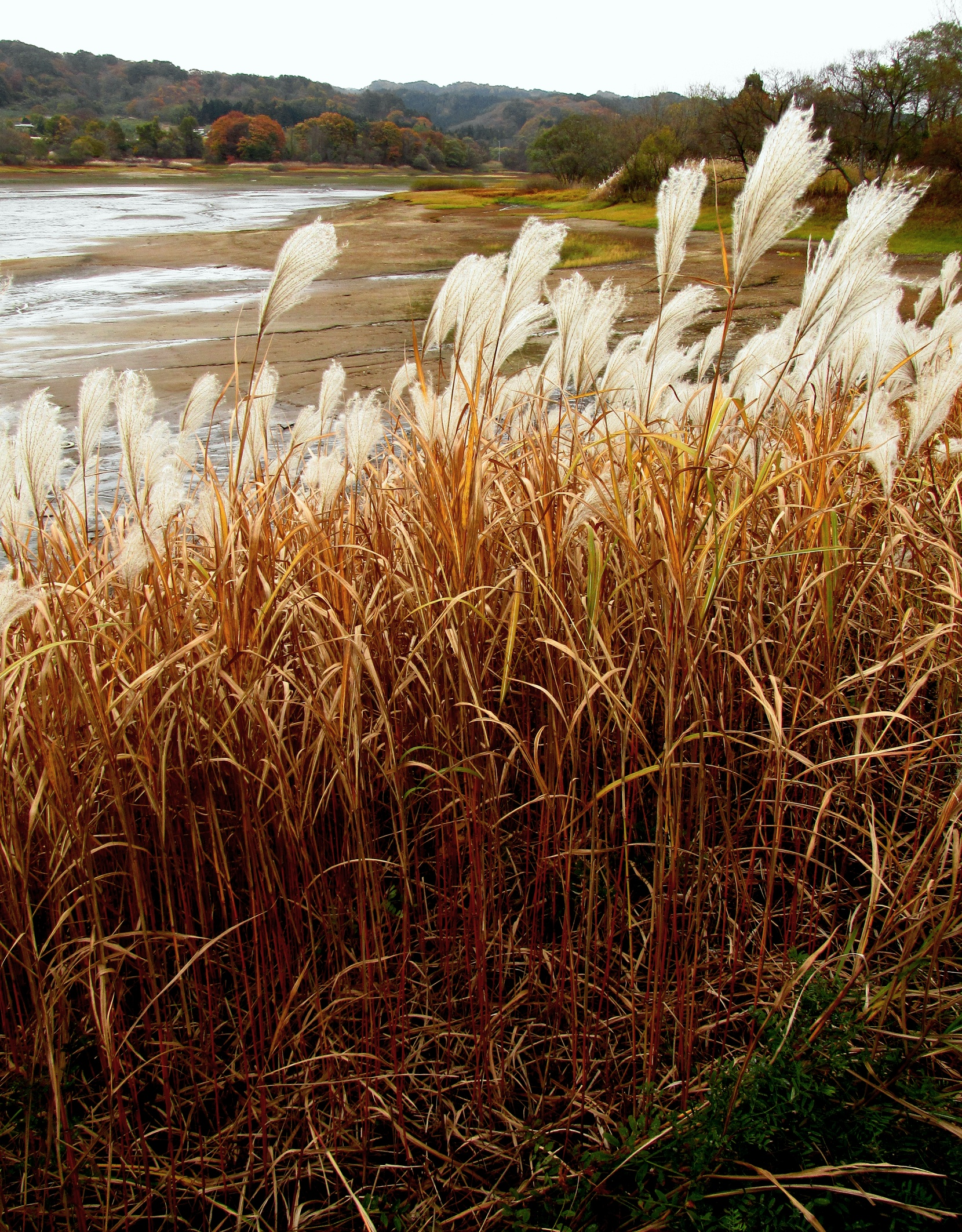
枯れて穂の綿毛が開いた状態の茅。一箇所から円形に束ねたように生えるススキと違い、根元付近は間隔が空いて生える。

茅（かや）は、古くから屋根材や飼肥料などに利用されてきた、イネ科あるいはイネ科およびカヤツリグサ科の草本の総称である。
カヤと呼ばれるのは、細長い葉と茎を地上から立てる一部の有用草本植物で、代表種にチガヤ、スゲ、ススキがある。
ススキを特定的に意味することもある。総称が本義でススキの意が派生だが、逆に、ススキが本義で意味が広がったとも。

## 名称

### 語源
語源には諸説あり、屋根を葺くことから刈屋あるいは上屋、あるいは朝鮮語起源とも。

### 漢字
「茅」は元来はカヤの1種のチガヤの意味で、カヤ全体の意味に広がった。
「萱」とも書くが、この字の本来の意味は「ワスレグサ」であり、「かや」と訓ずるのは国訓である。元来は『和名抄』や『名義抄』で「萓」（下が亘でなく且）と書かれていたのだが、誤って「萱」となった。

## 特徴
イネやムギなどの茎（藁）は水を吸ってしまうのに対し、茅の茎は油分があるので水をはじき、耐水性が高い。

## 利用

### 材料
耐水性の高さから、茅の茎は屋根を葺くのに好適な材料となり、明治期以前の日本では重要な屋根材として用いられた。
屋根を葺くために刈り取った茅をとくに刈茅（かるかや）と呼び、これを用いて葺いた屋根を茅葺（かやぶき）屋根と呼んだ。
現在でも、菅笠をはじめとする各種民芸品や、茅の輪（ちのわ）などが茅を編んで作られている。

### その他
かつての農村では牛など家畜の飼料、田畑の肥料、燃料などさまざまな利用があった。

## 収穫
このように重要であった茅を確保するために、往時の農村では、集落周辺の一定地域を茅場とし、毎年火を入れて森林化の進行を防ぎ、そこから茅を収穫することが普通であった。

## 言葉
茅・萱は秋の季語である。

## 主な種類
カヤが和名に付く種は多く、ほとんどがイネ科である。
カヤが和名に付く代表的な種と、それ以外でもカヤの例とされる種を挙げる。

### イネ科
- ヨシ Phragmites australis
- ススキ Miscanthus sinensis
- スゲ[3][4] Carex spp.
- オギ[1] Miscanthus sacchariflorus
- イタチガヤ Pogonatherum crinitum
- オカルガヤ Cymbopogon tartilis var. goeringii
- カモガヤ Dactylis glomerata - 帰化植物
- キツネガヤ Bromus pauciflorus
- チガヤ Imperata cylindrica
- ネズミガヤ Muhlenbergia japonica
- メカルガヤ Themeda japonica
- メリケンカルガヤ Andropogon virginicus - 帰化植物

### カヤツリグサ科
- アブラガヤ Scirpus wichurae
- クロガヤ Gahnia tristis

### 無関係なもの
裸子植物のカヤ（榧、イチイ科の木本）およびイヌカヤ、カヤツリグサ（蚊帳吊草）の「カヤ」は「茅」とは無関係である。